# 무액면주식
무액면주식은 1주당 액면가가 정해지지 않은 상태로 발행되는 주식을 말한다.
회사가 무액면주식을 발행하기 위해서는 정관에 기재해야 발행이 가능하며, 액면주식과 무액면주식 둘 중 하나만 발행이 가능하다. 그러므로 액면주식과 무액면주식을 상호전환하는 경우에는, 회사는 주주들에게 주권제출을 명하고 실효시키는 절차를 거쳐야 한다(상법 제 440, 441조). 그 전환은 주권제출기간이 만료하는 기간에 효력이 생기며, 제출되지 않은 모든 주권은 무효가 된다.
상법상 자본금은 달리 정하는 경우(예:상환종류주식의 상환, 이사회의 결의로 행하는 자본금이 감소하지 않는 주식의 소각 등) 외에는 1주당 액면가 x 발행주식수로 정해지는데, 무액면주식의 경우에는 그 자본금을 정함에 있어 총 발행가액 중 1/2 이상을 자본금으로 정해야 하고 그 나머지는 법정준비금으로 적립된다. 자본금을 정하는 것은 설립시에는 발기인들 전원의 동의로, 그 외에는 이사회의 결의로 정한다. 또한 액면주와 무액면주의 전환시에도, 자본금이 변해서는 안된다.
다만 전자의 경우에는 정관으로 다르게 정함이 가능하고, 후자의 경우에는 정관으로 주총결의사항으로 정할 수 있다.

## 같이 보기
- 코퍼레이션
- 액면 금액